# 기모토 다이가
기모토 다이가(일본어: 木許 太賀, 2005년 6월 13일~)는 일본의 축구 선수이다.

## 구단 경력
그는 2024년 J2리그의 오이타 트리니타에 입단했다.